# Schwarze Schafe
Schwarze Schafe (Arbeitstitel: Goodbye Reagan) ist ein Episodenfilm aus deutscher und schweizerischer Produktion des Regisseurs Oliver Rihs aus dem Jahr 2006. Der Schwarzweißfilm erzählt in fünf Episoden die Geschichten von Berlinern mit Geldproblemen. Darsteller sind unter anderem Robert Stadlober, Tom Schilling, Jule Böwe und Milan Peschel. Der Film wurde ohne Fördermittel gedreht. Der Regisseur wollte sich damit die künstlerische Freiheit bewahren. Alle Schauspieler wirkten deshalb ohne Gage mit.

## Handlung
Der Film ist in fünf Episoden aufgeteilt, die inhaltlich meist nicht miteinander verbunden sind.
- Das „Handmodel“

Boris Wecker (Marc Hosemann) verliebt sich unsterblich in Nadja (Barbara Kowa), eine knallharte Vogue-Redakteurin, ist aber finanziell abgebrannt, da sein letzter Job als „Handmodel“ für Rolex-Armbanduhren schon einige Zeit her ist. Um an Geld zu kommen, spielt er mit dem Gedanken seine Hand abzuhacken, da diese hoch versichert ist.
- Das Touristenboot

Charlotte Heinze (Jule Böwe) ist Stadtführerin auf einem Touristenschiff auf der Berliner Spree. Als eine alte Kommilitonin plötzlich mit ihrem reichen Münchner/Grünwalder Ehemann (Robert Lohr) auftaucht, spielt Charlotte ihr ein perfektes Leben mit Mann und Villa im edlen Stadtteil Grunewald vor, bis ihr volltrunkener Freund Peter (Milan Peschel) auftaucht.
- Die Studenten

Breslin (Robert Stadlober) und Julian (Tom Schilling) sind zwei Berliner Studenten, die ihre Zeit hauptsächlich damit verbringen, abzuhängen, zugekifft über soziale und wirtschaftliche Probleme zu philosophieren und sich eine bessere Welt herbeizusehnen. Ihre Hilfe bei einem Umzug zweier Schwuler, Klies (Beat Marti) und Caramel (Daniel Krauss), welche die Studenten über ein Arbeitsvermittlungsangebot fanden, wird schnell zur Katastrophe.
- Die Türken

Ali (Eralp Uzun), Halil (Richard Hanschmann) und Birol (Oktay Özdemir) sind junge Türken auf der Suche nach Sex, die sie in den legendären Berliner KitKatClub und an eine Goa-Party am Müggelsee führt, wo ihr Trieb durch einen Ketamin-Rausch beendet wird.
- Die Satanisten

Fred (Kirk Kirchberger) und Arnold (Daniel Zillmann) sind zwei Satanisten, die für ein Ritual dringend eine nackte Frau benötigen. Als eine Prostituierte den Job absagt, weil sie ihn zu pervers findet, muss Arnolds im Wachkoma liegende Oma herhalten.

## Kritiken
Der Film-Dienst schrieb, die meisten Episoden würden „streckenweise an inhaltlicher Schlaffheit“ kranken; es mangele ihnen mal „an Glaubwürdigkeit, mal an Notwendigkeit“. Die Darstellungen von Bruno Cathomas, Oktay Özdemir und Milan Peschel wurden gelobt. 
Für Jan Schulz-Ojala vom Berliner Tagesspiegel gerät „der Film, den Oliver Rihs und sein Mitproduzent, Mitautor und Kameramann Oliver Kolb als Liebeserklärung an diese Stadt verstanden wissen wollen, zwischen Marriott und Müggelsee zur imponierend dahinschlingernden Berlin-Ballade, mal brüllkomisch, mal saudoof.“ 

## Auszeichnungen
Schweizer Filmpreis 2008
- Nominierung in der Kategorie „Bester Spielfilm“[4]